# Port lotniczy Stuttgart

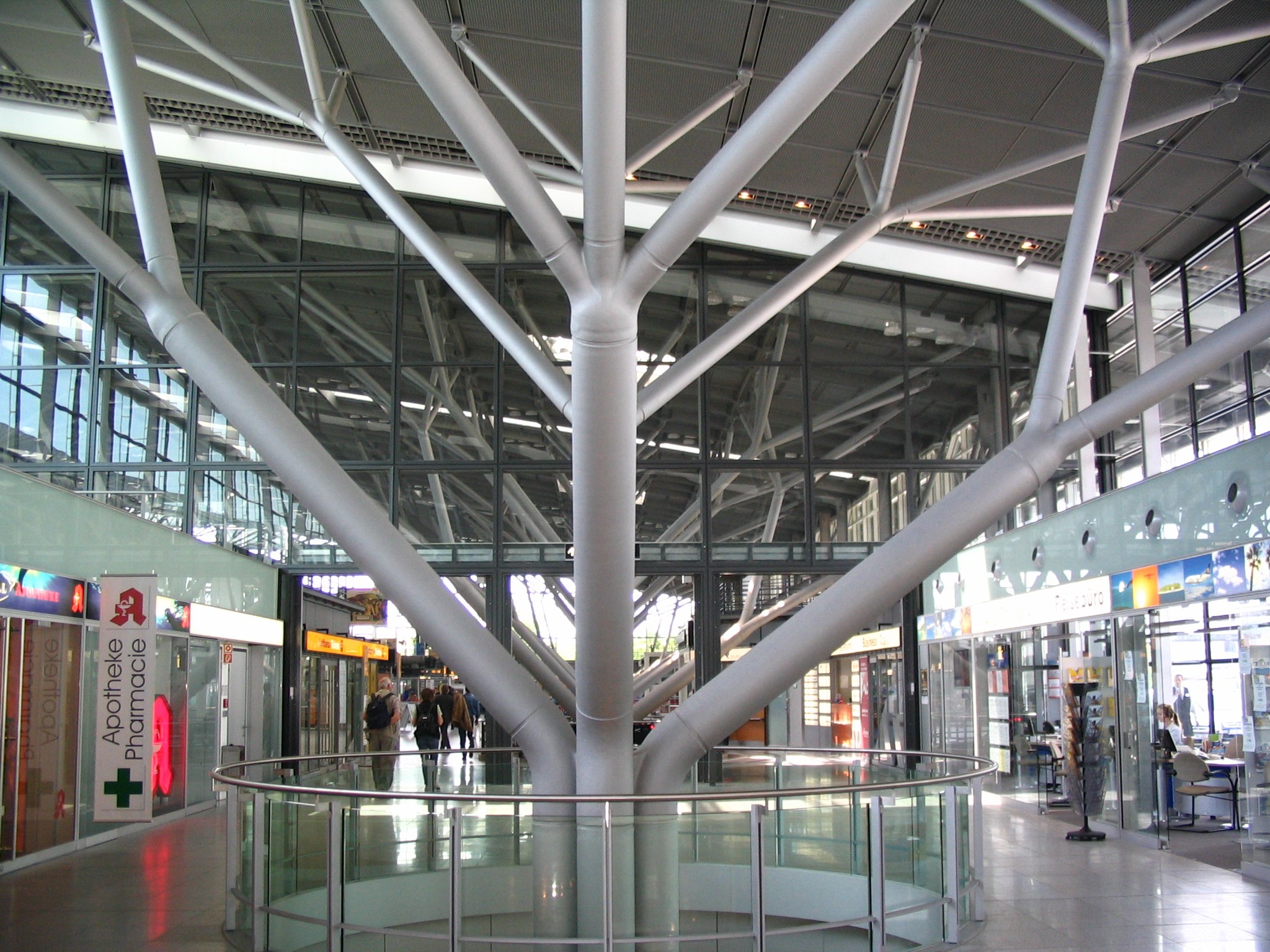
Terminal pasażerski

Port lotniczy Stuttgart im. Manfreda Rommla (niem.: Stuttgart Airport – Manfred Rommel Airport, kod IATA: STR, kod ICAO: EDDS) – międzynarodowy port lotniczy położony 13 km na południe od Stuttgartu. Jest siódmym co do wielkości portem lotniczym Niemiec. W 2005 obsłużył ponad 9,4 mln pasażerów.

## Nazwa
W lipcu 2014 mimo kontrowersji związanych z pochodzeniem rodzinnym nowego patrona port lotniczy w Stuttgarcie otrzymał na wniosek działaczy Unii Chrześcijańsko-Demokratycznej imię Manfreda Rommla (1928–2013), polityka tej partii i burmistrza Stuttgartu w latach 1974–1996, który był synem feldmarszałka Wehrmachtu Erwina Rommla. Nazwa niemiecka Flughafen Stuttgart – Manfred Rommel Flughafen została formalnie zastąpiona przez angielskojęzyczną w 2016 (spółka zarządzająca lotniskiem nazywa się nadal Flughafen Stuttgart GmbH). Imię patrona nie jest uwzględnione w oficjalnym logo, jest natomiast eksponowane na fasadzie hali głównej lotniska, w której wnętrzu wyświetlane są cytaty z wypowiedzi Manfreda Rommla.

## Historia
Decyzja o budowie nowego lotniska w miejsce dotychczasowego portu cywilno-wojskowego w Böblingen zapadła w 1936. Prace budowlane zostały ukończone w lutym 1939, a 18 sierpnia tego roku, na krótko przed agresją III Rzeszy na Polskę, obiekt został zajęty przez Luftwaffe, która zbudowała 12 hangarów. Na terenie lotniska powstała wówczas także placówka testująca silniki samolotowe firmy Daimler-Benz. Od jesieni 1939 Luftwaffe prowadziła stamtąd rozpoznanie na terenie Francji, a od maja 1940 bombardowania tego kraju. W sierpniu 1940 lotnisko zostało otwarte dla lotów cywilnych. W okresie wojennym stacjonowały tam myśliwce, w tym nocne przeznaczone do przechwytywania alianckich bombowców. Jedyną linią zagraniczną korzystającą z obiektu był od 1941 Swissair, który oferował lot do Zurychu aż do amerykańskiego bombardowania lotniska w sierpniu 1944. Do września 1944 czynne było połączenie Berlin–Stuttgart–Barcelona–Madryt–Lizbona. Do funkcjonowania lotniska w latach II wojny światowej wykorzystywana była praca przymusowa ludności z terenów okupowanych przez III Rzeszę, a od listopada 1944 do stycznia 1945 na terenie lotniska w Echterdingen mieściła się filia obozu koncentracyjnego Natzweiler-Struthof wykorzystująca pracę przymusową ok. 600 więźniów żydowskich, z których 119 zmarło. Od stycznia 1945 lotnisko zaprzestało działalności pod wpływem ognia alianckiego, ale było nadal używane w innych celach aż do zajęcia go przez wojska francuskie w połowie kwietnia 1945. Następnie teren dostał się pod amerykańską administrację wojskową; w południowej części lotniska powstała czynna nadal baza armii USA. W sierpniu 1948 na lotnisku wylądowała pod flagą Swissair pierwsza po wojnie jednostka cywilna z ładunkiem drutów miedzianych dla miejscowego szpitala, a w październiku 1948 regularne połączenia do Londynu i Wiednia ustanowiła linia Pan American. W 1949 lotnisko zostało powiększone.

## Linie lotnicze i połączenia
| Linia lotnicza                | Kierunek |
| ----------------------------- | --- |
| Aegean Airlines               | 1. Ateny 2. Saloniki Sezonowo: 1. Heraklion |
| Air Cairo                     | Sezonowo: 1. Hurghada 2. Marsa Alam |
| Air France                    | 1. Paryż-Charles de Gaulle |
| Air Serbia                    | 1. Belgrad |
| Air Baltic                    | 1. Ryga |
| AnadoluJet                    | 1. Stambuł-Sabiha Gökçen Sezonowo: 1. Antalya |
| Austrian Airlines             | 1. Wiedeń |
| British Airways               | 1. Londyn-Heathrow |
| Condor                        | 1. Fuerteventura 2. Gran Canaria 3. Hurghada 4. Palma de Mallorca 5. Teneryfa-Południe Sezonowo: 1. Korfu 2. Madera 3. Heraklion 4. Kos 5. Lanzarote 6. Preweza 7. Rodos |
| Corendon Airlines             | Sezonowo: 1. Antalya 2. Heraklion (od 27 kwietnia 2024) 3. Izmir |
| Dan Air                       | 1. Bacău (do 7 grudnia 2023) |
| Delta Air Lines               | Sezonowo: 1. Atlanta |
| European Air Charter          | Sezonowe czartery: 1. Burgas 2. Warna |
| Eurowings                     | 1. Alicante 2. Amsterdam 3. Ateny 4. Barcelona 5. Bejrut 6. Berlin 7. Brema 8. Budapeszt 9. Katania 10. Dubaj 11. Faro 12. Gran Canaria 13. Hamburg 14. La Palma 15. Lizbona 16. Londyn-Heathrow 17. Malaga 18. Mediolan-Malpensa 19. Neapol 20. Palma de Mallorca 21. / Prisztina 22. Rzym-Fiumicino 23. Sarajewo 24. Split 25. Sztokholm-Arlanda 26. Saloniki 27. Tirana 28. Walencja 29. Wiedeń 30. Zagrzeb Sezonowo: 1. Adana 2. Antalya 3. Bari 4. Bastia 5. Bilbao 6. Brindisi 7. Bukareszt 8. Burgas 9. Cagliari 10. Chania 11. Korfu 12. Dubrownik 13. Fuerteventura 14. Madera 15. Heraklion 16. Ibiza 17. Izmir 18. Kalamata 19. Kawala 20. Kos 21. Kraków-Balice 22. Kütahya 23. Lamezia Terme 24. Lanzarote 25. Larnaka 26. Mykonos 27. Nicea 28. Olbia 29. Palermo 30. Piza 31. Porto 32. Preweza 33. Pula 34. Rodos 35. Rijeka 36. Santorini 37. Sofia 38. Sylt 39. Tbilisi 40. Teneryfa-Południe 41. Timișoara 42. Tivat 43. Tunis 44. Warna 45. Wenecja-Marco Polo 46. Zadar 47. Zakintos Sezonowe czartery: 1. Arvidsjaur |
| Freebird Airlines             | Sezonowo: 1. Antalya |
| Israir Airlines               | Sezonowo: 1. Tel Awiw |
| ITA Airways                   | 1. Mediolan-Linate |
| KLM                           | 1. Amsterdam |
| LOT                           | 1. Warszawa-Okęcie |
| Lufthansa                     | 1. Frankfurt 2. Monachium |
| Marabu                        | Sezonowo: 1. Heraklion |
| Nouvelair                     | Sezonowo: 1. Dżerba 2. Monastyr |
| Pegasus Airlines              | 1. Ankara 2. Stambuł-Sabiha Gökçen 3. Izmir 4. Kayseri |
| Scandinavian Airlines System  | 1. Kopenhaga Sezonowo: 1. Oslo-Gardermoen |
| Southwind Airlines            | Sezonowe czartery: 1. Antalya |
| SunExpress                    | 1. Adana 2. Ankara 3. Antalya 4. Gaziantep 5. Izmir 6. Kayseri 7. Samsun Sezonowo: 1. Bodrum 2. Dalaman 3. Diyarbakır 4. Elazığ 5. Hatay 6. Konya 7. Trabzon |
| Swiss International Air Lines | 1. Zurych |
| Tailwind Airlines             | 1. Antalya |
| TUI fly Deutschland           | 1. Boa Vista 2. Fuerteventura 3. Madera 4. Gran Canaria 5. Hurghada 6. Lanzarote 7. Palma de Mallorca 8. Sal 9. Teneryfa-Południe Sezonowo: 1. Korfu 2. Dalaman 3. Dżerba 4. Faro 5. Heraklion 6. Jerez 7. Kos 8. Menorka 9. Patras 10. Rodos |
| Turkish Airlines              | 1. Stambuł Sezonowo: 1. Adana 2. Ankara 3. Antalya 4. Elazığ 5. Gaziantep 6. Izmir 7. Kayseri 8. Ordu–Giresun 9. Samsun 10. Trabzon |
| Twin Jet                      | Sezonowo: 1. Lyon |
| Volotea                       | 1. Bordeaux 2. Nantes |
| Vueling Airlines              | 1. Barcelona |
| Wizz Air                      | 1. Budapeszt 2. Bukareszt 3. Kluż-Napoka 4. Sofia 5. Tirana |

## Inne
Na terenie portu znajduje się stacja kolejowa Flughafen Stuttgart.